# Denariusa
Denariusa – rodzaj ryb okoniokształtnych z rodziny przeźroczkowatych (Ambassidae).

## Klasyfikacja
Gatunek zaliczany do tego rodzaju:
- Denariusa australis